# Ulica Burakowska w Warszawie
Ulica Burakowska – ulica w dzielnicy Wola w Warszawie, biegnąca od ulicy Powązkowskiej do torów kolejowych.

## Historia
Powstała jako droga do wsi Buraków, założonej pod koniec XIV wieku między Wawrzyszewem, Marymontem a Powązkami.
Po 1770 znalazła się poza linią Okopów Lubomirskiego, do Warszawy przyłączono jednak odcinek do ul. Piaskowej i pod koniec XVIII wieku uregulowano wraz z fragmentem ul. Powązkowskiej.
Około 1818 tereny po zachodniej stronie ulicy zajęto na obóz letni dywizji piechoty Wojska Polskiego, po 1831 mieściły się tam koszary wojsk rosyjskich.
W 1875 Burakowską przecięły tory kolei obwodowej, redukując jej rolę do funkcji lokalnej uliczki; jedynie północny odcinek biegnący wzdłuż obozu wojskowego stał się drogą wojskową o większym znaczeniu.
Początek wieku XX przyniósł powstanie w okolicy licznych fabryczek, należących przeważnie do Żydów. Wyróżniała się wśród nich Fabryka Koronek Szymona Landaua z 1912 pod nr. 5/7, oraz zakłady chemiczne Ege B. Soborskiego, które rozpoczęły działalność po 1920.
Mimo industrializacji okolicy w okresie międzywojennym na Burakowskiej nie było wodociągu ani kanalizacji; dopiero po 1918 pojawiły się urbanistyczne koncepcje na dalszy rozwój ulicy. Planowano przedłużenie Burakowskiej aż do ul. Włościańskiej, i dalej przez Słodowiec do zbiegu ulic Kasprowicza, Żeromskiego i Marymonckiej. Ograniczałaby ona ulice wachlarzowo odchodzące na osi al. Wojska Polskiego od pl. Grunwaldzkiego.
Podczas II wojny światowej zniszczeniu uległa cała zabudowa drewniana ulicy oraz kilku fabryk; część zabudowy rozebrano po 1945.
Współcześnie ulica Burakowska skręca przed torami kolejowymi na wschód i przechodzi w ul. Kłopot. Północna część ulicy zaczynająca się przy ul. Rydygiera, po północnej stronie torów, od września 2013 nosi nazwę Anny German.

## Ważniejsze obiekty
- Kompleks biurowy Forest